# Moultonplanet

Moultonplanet. Linjer som lutar neråt mot höger knäcks när de korsar y-axeln.

Inom incidensgeometri är Moultonplanet ett exempel på ett affint plan i vilket Desargues sats inte gäller. Det är uppkallat efter den amerikanske astronomen Forest Ray Moulton. Punkterna på Moultonplanet är helt enkelt punkterna i det reella planet R2 och linjerna är de vanliga linjerna med undantaget att linjer med negativ riktningskoefficient fördubblar denna när de "passerar" y-axeln (det vill säga då x-värdena är positiva).

## Formell definition
Moultonplanet är en incidensstruktur {\displaystyle {\mathfrak {M}}=\langle P,G,{\textrm {I}}\rangle } i vilken {\displaystyle P} betecknar mängden av punkter, {\displaystyle G} mängden av linjer och {\displaystyle {\textrm {I}}} incidensrelationen "ligger på":
{\displaystyle P:=\mathbb {R} ^{2}\,}
{\displaystyle G:=(\mathbb {R} \cup \{\infty \})\times \mathbb {R} ,}
{\displaystyle \infty } är bara en formell symbol för ett element {\displaystyle \not \in \mathbb {R} }. Det används för att beskriva lodräta linjer, vilka man kan tänka sig som linjer med oändligt stor lutning (oändlig riktningskoeffecient).
Incidensrelationen definieras som följer:
För p = (x, y) ∈ P och g = (m, b) ∈ G har vi
{\displaystyle p\,{\textrm {I}}\,g\iff {\begin{cases}x=b&{\text{om }}m=\infty \\y={\frac {1}{2}}mx+b&{\text{om }}m\leq 0,x\leq 0\\y=mx+b&{\text{om }}m\geq 0{\text{ eller }}x\geq 0.\end{cases}}}

## Användning
Moultonplanet är ett affint plan i vilket Desargues sats inte gäller. Det tillhörande projektiva planet är som en konsekvens härav inte heller Desargueskt. Detta betyder att det finns projektiva plan som inte är isomorfa med {\displaystyle PG(2,F)} för någon (skev)kropp F. Här är {\displaystyle PG(2,F)} det projektiva planet {\displaystyle P(F^{3})} som bestäms av ett tredimensionellt vektorrum.